# Apothripa binotata
Apothripa binotata är en fjärilsart som beskrevs av George Francis Hampson 1912. Apothripa binotata ingår i släktet Apothripa och familjen trågspinnare. Inga underarter finns listade i Catalogue of Life.